# Лукащук, Валентина Геннадьевна

Валенти́на Генна́дьевна Лукащу́к (после замужества — Разинько́ва; род. 12 марта 1988, Москва, СССР) — российская актриса театра и кино. Известна по ролям в телесериалах «Школа», «Детка», «Личные обстоятельства», «Дом с лилиями», «Обычная женщина», «Патриот» и «Выжившие».

## Биография
Родилась 12 марта 1988 года в Москве. Сначала училась в гимназии №4 города Пушкино, продолжила  обучение в московской школе № 647. По её собственному признанию, она «была творческим человеком» и постоянно участвовала в художественной самодеятельности.
В 2005 году, получив аттестат, поступила во ВГИК (мастерская Владимира Александровича Грамматикова), который окончила в 2009 году. В 2008 году, будучи студенткой, дебютировала в кино, исполнив эпизодическую роль в фильме «Все умрут, а я останусь». В 2009 году исполнила главную роль в короткометражной драме «Айлавью». Известность актрисе принесла роль девятиклассницы Ани Носовой в телесериале «Школа», премьера которого состоялась в 2010 году на «Первом канале».
В 2010 году поступила на режиссёрский факультет Высших курсов сценаристов и режиссёров (мастерская В. И. Хотиненко, П. К. Финна и В. И. Фенченко), которые окончила в 2013 году.
В феврале 2012 года на канале СТС стартовал сериал «Детка», где актриса сыграла сложного подростка Юлю: девочка вынуждена проживать со своим папой, экс-звездой рок-олимпа в исполнении Сергея Шнурова. 11 марта 2012 года на «Первом канале» состоялась премьера восьмисерийного фильма «Личные обстоятельства», в котором Валентина сыграла роль стервозной девушки Ирины Сундуковой, дочери олигарха, которого играет Владимир Меньшов.

### Личная жизнь
В июле 2012 года вышла замуж за архитектора Вячеслава Разинькова и взяла фамилию мужа, оставив девичью фамилию творческим псевдонимом.

## Роли в театре
Дипломные спектакли:
- «Три сестры» А. П. Чехова (режиссёр Ю. Б. Ильяшевский) — Ирина
- «От первого лица» (режиссёр Ю. Г. Жжёнова)

## Фильмография

### Актёрские работы
| Год       |     | Название                         | Роль            |
| --------- | --- | -------------------------------- | --------------- |
| 2007      | с   | О тебе…                          | Марина          |
| 2008      | ф   | Все умрут, а я останусь          | подруга Насти   |
| 2008      | кор | Планета летит                    | девушка         |
| 2009      | кор | Айлавью                          | Алина           |
| 2010      | с   | Школа                            | Анна Носова     |
| 2012      | с   | Детка                            | Юлия Подольская |
| 2012      | с   | Личные обстоятельства            | Ирина Сундукова |
| 2014      | с   | Дом с лилиями                    | Катя            |
| 2014      | с   | Частный детектив Татьяна Иванова | Тамара          |
| 2014      | с   | Умельцы                          | Джули           |
| 2016      | ф   | Коллектор                        | Лиза            |
| 2016      | кор | Даша — дура                      | озвучивание     |
| 2017      | с   | Любовь на выживание              | Наташа          |
| 2018—2019 | с   | Обычная женщина                  | Настя           |
| 2020—2025 | с   | Патриот                          | Люба            |
| 2021—2024 | с   | Выжившие                         | Ольга           |

### Режиссёрские работы
- 2016 — «Даша — дура»

### Съёмки в клипах
- 2010 — «То, что не убивает тебя» («Тараканы!»)[7]

## Награды и номинации
- 2011 — Номинация на премию «Золотой Носорог» за лучшую женскую роль в телесериале «Школа»[8]